# Ромеро, Энрике
Энри́ке Ферна́ндес Роме́ро (исп. Enrique Fernández Romero; 23 июня 1971, Херес-де-ла-Фронтера) — испанский футболист, выступал на позиции защитника. Имеет на своём счету 10 матчей в составе национальной сборной.

## Карьера

### Клубная
Ромеро — воспитанник клуба «Логроньес», в нём же он начинал профессиональную карьеру. Сезон 1993/94 стал первым для Энрике в качестве игрока основы и сразу после него он перешёл в более сильную «Валенсия», где играл на протяжении трёх сезонов. Ещё один чемпионат Ромеро провёл в составе «Мальорки».
В 1998 году Энрике перешёл в «Депортиво». В Галисии прошла большая и наиболее успешная часть его карьеры. За 8 сезонов, проведённых в клубе, Ромеро стал чемпионом и обладателем Кубка Испании. К 2006 году Ромеро был вытеснен из состава Жоаном Капдевилой и перешёл в «Реал Бетис», где играл ещё один сезон, после чего закончил карьеру.

### Международная
Ромеро дебютировал в сборной Испании 23 февраля 2000 года в товарищеском матче с командой Хорватии.
На счету Ромеро 10 матчей в составе сборной. Вместе с ней Энрике выступал на чемпионате мира 2002 года, где сыграл в 3-х матчах.

## Достижения
«Депортиво»
- Чемпион Испании: 1999/00
- Обладатель Кубка Испании: 2001/02
- Обладатель Суперкубка Испании: 2000, 2002